# 井筒啓之
井筒 啓之（いづつ ひろゆき、1955年3月6日－）は、日本のイラストレーターである。東京イラストレーターズ・ソサエティ元理事長。
香川県高松市生まれ、東京育ち。セツ・モードセミナー卒業。1984年日本イラストレーション展入選。1986年長沢節に師事。1998年講談社出版文化賞受賞。2001年クリエイションギャラリーG8で個展。2005年日本橋髙島屋画廊で個展。書籍の装丁イラストレーションを多数手がけている。東京表参道の青山ブックセンターにおいてイラストレーション教室「青山塾」の講師を務める。ガッシュを使用した写実的な絵柄が特徴。

## 主な仕事

### 書籍
- 浅田次郎『鉄道員（ぽっぽや）』『天国までの百マイル』『姫椿』
- 宮部みゆき『人質カノン』
- 酒井順子『負け犬の遠吠え』
- 伊集院静『僕のボールが君に届けば』『駅までの道をおしえて』『坂の上のμ』『受け月』
- 曾野綾子『ほくそ笑む人々』『流行としての世紀末』
- 藤堂志津子『海の時計』『花婚式』『陽だまりの午後』『パーフェクト・リタイア』
- 佐藤多佳子『黄色い目の魚』
- 柳美里『8月の果て』
- 垣根涼介『君たちに明日はない』『借金取りの王子』
- 岩井三四二『難儀でござる』『たいがいにせえ』『はて、面妖』
- 椎名誠『ひとつ目女』
- 宮崎学『万年東一』
- 江上剛『円満退社』
- 池波正太郎『堀部安兵衛』
- 林真理子『花探し』
- 城山三郎『毎日が日曜日』『部長の大晩年』『官僚達の夏』『役員室午後三時』『総会屋錦城』
- 阿川佐和子『お見合いバンザイ』『婚約のあとで』『スープ・オペラ』
- 朝倉かすみ『田村はまだか』
- ダニエル・キイス『五番目のサリー』
- 井筒啓之・穂村弘共著『ブルー・シンジケート』
- 仙川環『終の棲家』

### 新聞連載
- 地方新聞連載 阿久悠「恋歌書き」（1994 - 1995年）
- 地方新聞連載 藤堂志津子「花婚式」（1998 - 1999年）
- 『静岡新聞』連載 藤堂志津子「海の時計」（1996 - 1997年）
- 『朝日新聞』連載 柳美里「8月の果て」（2002 - 2004年）
- 『毎日新聞』連載 津島佑子「葦舟、飛んだ」（2009年 - 2010年）
- 『沖縄タイムス』連載 吉田修一「愛の乱暴」（2011年 - 2012年）

### 週刊誌
- 『週刊宝石』連載 阿部牧郎「夜の謝肉祭」（1992年 - 1993年）
- 『週刊ポスト』連載 曾野綾子「昼寝するお化け」（1993年 - 連載中）
- 『家の光』連載 林真理子「葡萄物語」（1995年 - 1997年）
- 『週刊朝日』連載 柳美里「家族の標本」「言葉のレッスン」（1993年 - 1998年）
- 『週刊朝日』連載 城山三郎「部長の大晩年」（1998年1月 - 5月）
- 『アサヒ芸能』連載 船戸与一「龍神町龍神沼十三番地」（1998年 - 1999年）
- 『サンデー毎日』連載 藤田宜永「喜の行列 悲の行列」（2006年 - 2007年）
- 『週刊現代』連載 東野圭吾「流星の絆」（2006年 - 2007年）
- 『週刊新潮』連載 荻原浩「オイアウエ漂流記」（2006年 - 2007年）
- 『週刊新潮』連載 島田荘司「写楽 閉じた国の幻」（2008年 - 2009年）
- 全日本空輸機内誌『翼の王国』連載 吉田修一「空の冒険」（2009年 - 連載中）

### その他
- エスクァイア「ピエール・ガニェールの四季の色」
- 花時間 福原義春「まなざしの先の花々」

その他文芸誌にさし絵を多数連載。